# Palocabildo
Palocabildo es un municipio de Colombia situado al norte del departamento de Tolima. Su término municipal limita con Falan por el sur y el este, mientras que por el norte limita con Fresno y por el oeste con Casabianca. La capital departamental, Ibagué, se encuentra a 120 km, y la capital del país, Bogotá, a 200 km.
La actividad económica del municipio se basa fundamentalmente en la producción agrícola. Destaca el cultivo del café, yuca, plátano, maíz, aguacate, frijol

## Toponimia
Su nombre se debe a que terminada la Guerra de los Mil Días, el gobierno hizo entrega a algunos militares de una gran cantidad de tierra hoy veredas: Reposo, Alto y Bajo Guali, san José Olimpo, Abejas y Playa Rica; cuando un juez de la vecina ciudad de Honda se presentó, para hacer las diligencias de adjudicación y al preguntar por el sitio de la reunión, alguien propuso el de Palocabildo, por estar el grupo de personas del cabildo reunidos bajo un palo situado este en el lugar que hoy ocupa el barrio las Brisas.
Por tanto, Palocabildo es "cabildo debajo de un palo".

## División Político-Administrativa
Además de su Cabecera municipal. Palocabildo tiene bajo su jurisdicción los siguientes Centros poblados:
- Asturias
- Buenos Aires
- Guadualito

### Veredas
Además, de las siguientes veredas: Abejas, Alto Bonito, Alto Gualí, Arrayanes, Bajo Gualí, La Ceiba, La Esperanza, La María, Las Delicias, Libertad, Los Pinos, Muleros, Olimpo, Palmar, Paujil, Pavas, Playa Rica, Pompona, Primavera, Reposo, San José y Triunfo.

## Historia
La historia de Palocabildo se remonta a comienzo del siglo cuando llegó a la región el antioqueño Leopoldo García, quien instaló la fonda en el cruce de los caminos, que de las minas de Frías conducen al Fresno, Falan y Casablanca.  El 2 de julio de 1908, Leopoldo García hizo entrega a la diócesis de Ibagué de los terrenos de donde hoy está el cementerio y la actual capilla entonces construida en madera y la casa cural construida en un cerro, para hacer la capilla y la casa cural que existe hoy.
El 16 de julio de ese año se celebra la primera fiesta de la virgen del Carmen y se celebran bautizo y primeras comuniones, adoptando la virgen del Carmen como patrona de Palocabildo.
Con la ordenanza 039 del 20 de agosto de 1996 por la Asamblea Departamental del Tolima, y sancionada por el gobernador Francisco Peñaloza, la cual fue refrendada por la población mediante un referendo del 17 del mes de noviembre de 1996, la cual tuvo como resultado 1814 votos por el sí y 14 votos por el no, fue fundado el municipio de Palocabildo, siendo erigido como cabecera municipal la población del mismo nombre.

## Geografía
Palocabildo está ubicado en la zona norte del Departamento del Tolima y casi en el centro territorial de Colombia, con 65 kilómetros cuadrados de extensión total, tiene 23 veredas 2 centros poblados y un área urbana de 21 kilómetros cuadrados, en la parte superior de una montaña, permite contemplar el paisaje del cañón del río Gualí y toda la cuenca superior y media del río Sabandija, que nace aquí.
El municipio cuenta con una temperatura media de 20 grados centígrados y una altitud promedio de 1.500 metros sobre el nivel del Mar, a tan solo 120 kilómetros de Ibagué, 22 km al occidente del municipio de Armero (desde la carretera nacional, que comunica los municipios del norte del Tolima) y 200 km de Bogotá

La extensión total de Palocabildo es de 65 km², las precipitaciones medias son entre 2000 y 3000 mm anuales. La cabecera municipal se localiza a los 5° 10’ de latitud norte y 74° 57’ de longitud oeste, a una altitud de 1450 m.s.n.m.

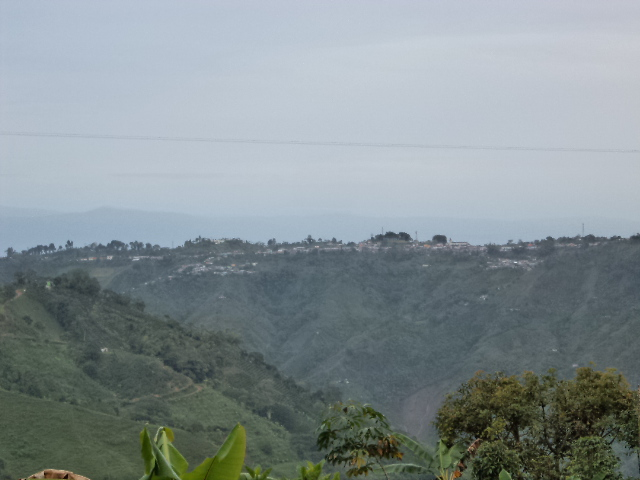
Palocabildo visto desde el municipio de Fresno

### Límites municipales
|                   | Norte: Fresno (Río Gualí)           |             |
| Oeste: Casabianca |                                     | Este: Falan |
|                   | Sur: Falan (Corregimiento de Frías) |             |

## Economía
El Municipio de Palocabildo por tener un aproximado del 70% de su territorio en sector rural su fuerte económico lo deriva de la producción agrícola, y en este sector se destaca principalmente la producción y cultivo de Café, caña panelera, aguacate, cacao, frutales, yuca, plátano, maíz, frijol, ganadería en pequeña escala y producción de especies menores.
Se posee un buen potencial comercial reglón al que se dedica buena parte del sector urbano y en el mercado dominical confluyen los habitantes del municipio y de municipios vecinos como Casabianca, Falan, Villahermosa, Mariquita y  Fresno entre otros lo que lo hace en un mercado muy apetecido por todos los comerciantes de la región.